# 魔鸟翼龙属
魔鸟翼龙（学名：Samrukia）是大型白垩纪翼龙类的一个属，仅所知于哈萨克斯坦发现的单个下颌骨。正模标本兼唯一已知标本收集于克孜勒奥尔达桑托阶至坎帕阶时期的博斯托贝组。该属由德恩·耐许（Darren Naish）、加雷思·狄克（Gareth Dyke）、安德里亚·考尔（Andrea Cau）、弗朗索瓦·埃斯库列（François Escuillié）和帕斯卡·迦德弗利兹（Pascal Godefroit）于2012年描述，模式种是尼氏魔鸟翼龙（Samrukia nessovi）。属名取自哈萨克民间传说中的神鸟萨姆鲁克，种名致敬古生物学家列夫·尼索夫（Lev Nessov）。

## 分类
魔鸟翼龙正模标本最初被认为属于偷蛋龙类兽脚亚目恐龙。耐许等人最初的系统发育分析反而发现魔鸟翼龙是鸟类谱系今鸟形类的原始成员。他们将该属描述成一种非常巨大的鸟类（颌骨是鸵鸟的两倍长），但指出尚不清楚其是否可以飞行（如果可以，其翼展将长达约4米（13英尺），反之则身高将达到2—3米（6.6—9.8英尺）左右）。
埃瑞克·比弗托（Eric Buffetaut）随后于2011年发表的一项分析质疑魔鸟翼龙是否属于鸟类。比弗托对耐许等人所鉴别出的某些“鸟类”特征提出质疑，声称其中没有一个是绝对的鸟类特征，且实际上有许多亦广泛存在于翼龙类中。他指出，魔鸟翼龙一切所谓的自衍征（即用来将其与其他鸟类区分开来的独特特征）均与翼龙存在共同之处。他还批评最初的系统发育分析不包括翼龙而仅含鸟类及其它兽脚类恐龙。比弗托表示，该物种“显然是种大型翼龙而非巨型鸟类”。
最初描述魔鸟翼龙的研究者之一德恩·耐许赞同比弗托的重新评估。耐许在其《科学美国人》网络日志四足动物学（Tetrapod Zoology）中写道：“研究零散材料是很危险的，因为你往往会把事情弄得非常非常错误。在论文发表后的几天内，我意识到魔鸟翼龙并不是鸟。事实上，它似乎是种翼龙类。”